# 中半山

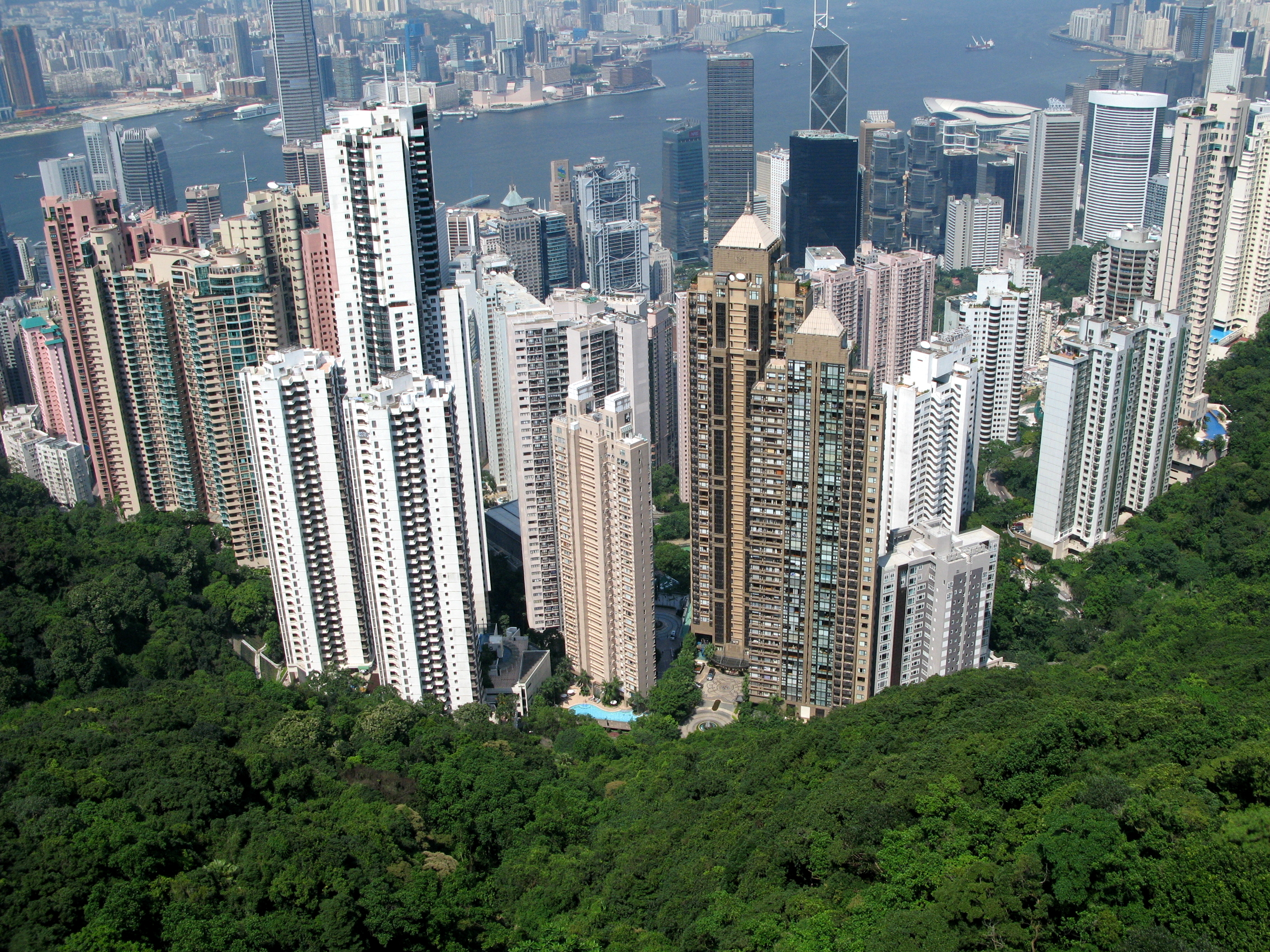
中半山住宅群

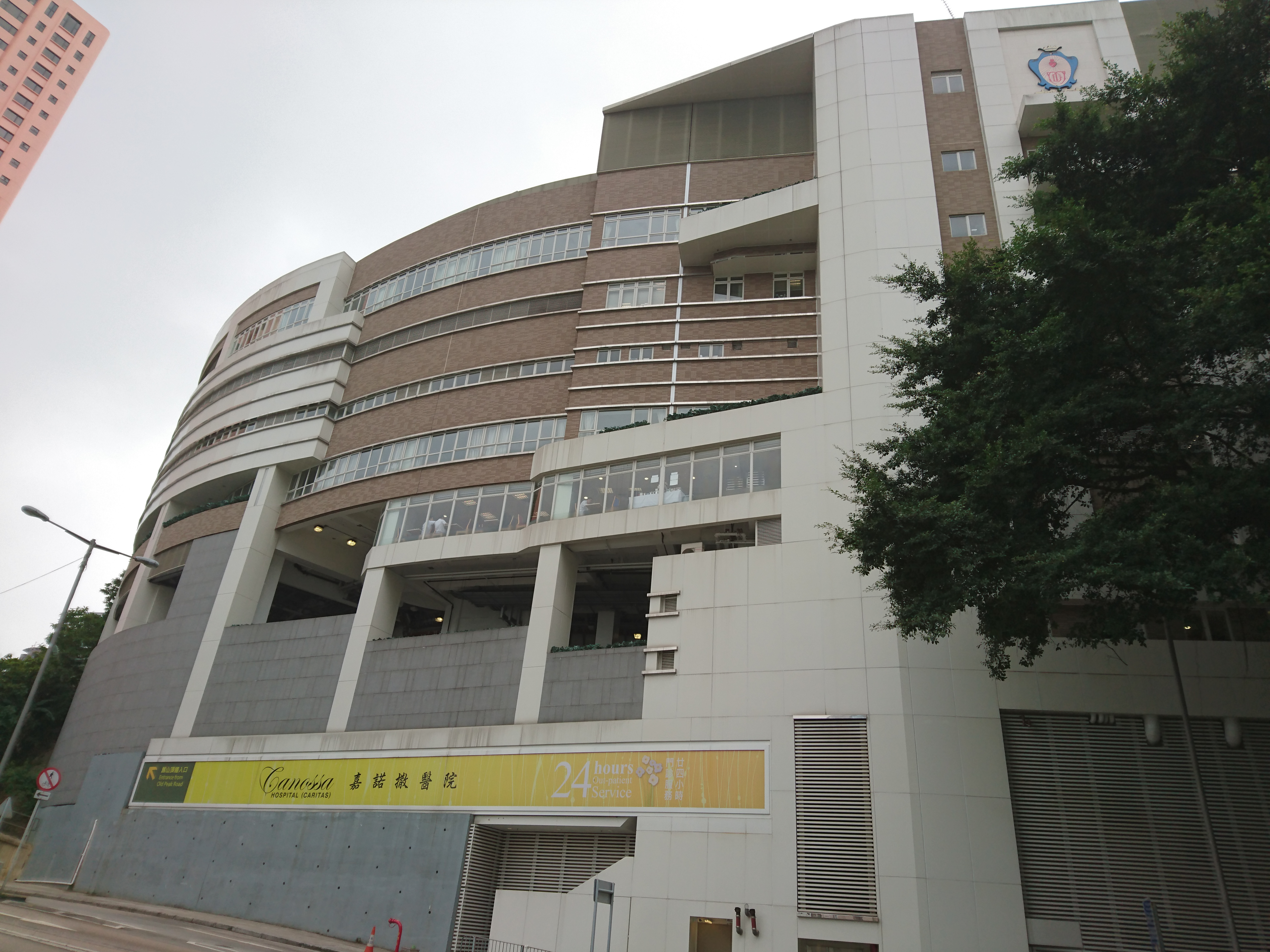
嘉諾撒醫院是中半山地標建築之一

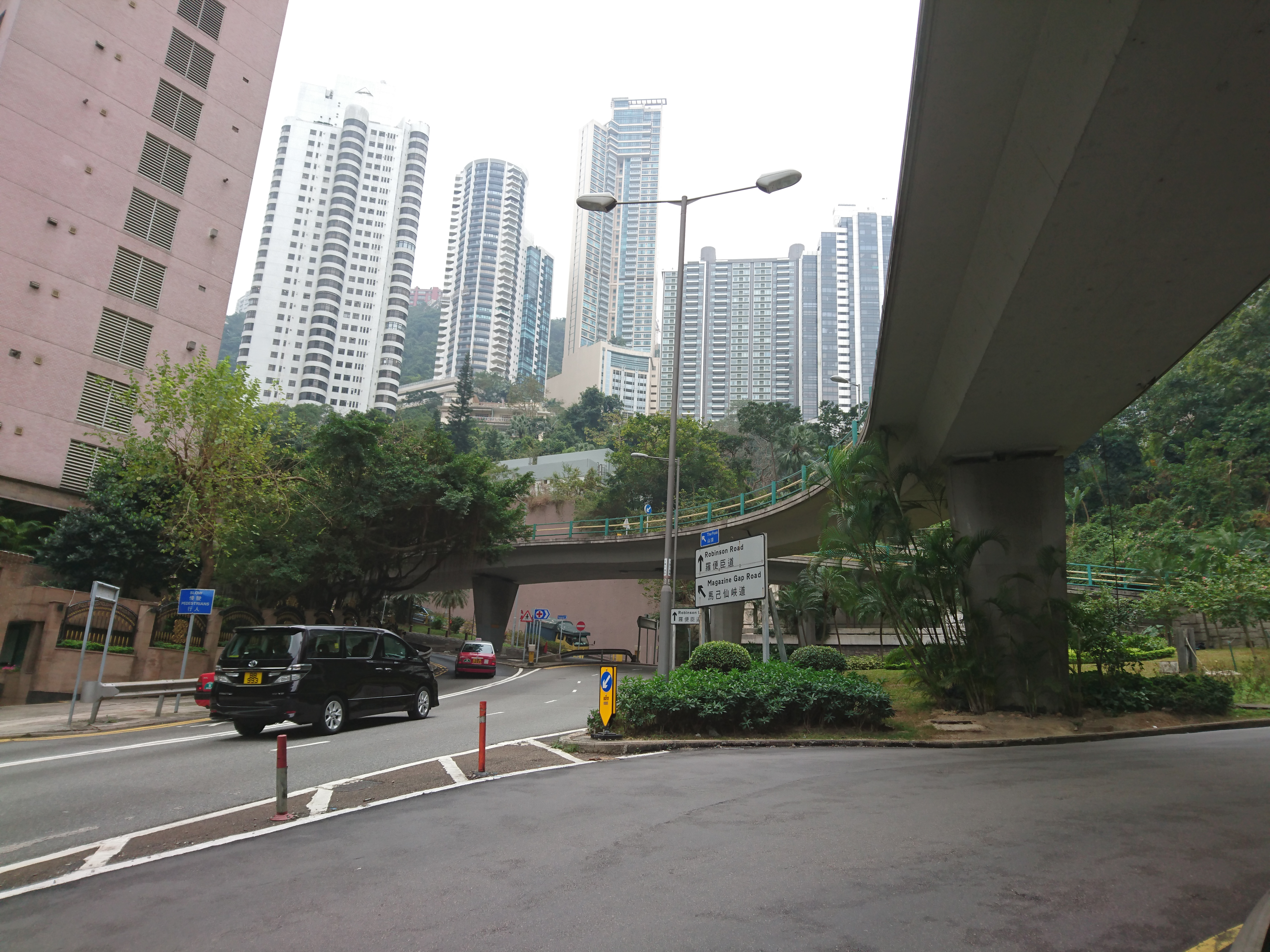
Garden_Road_near_Magazine_Gap_Road

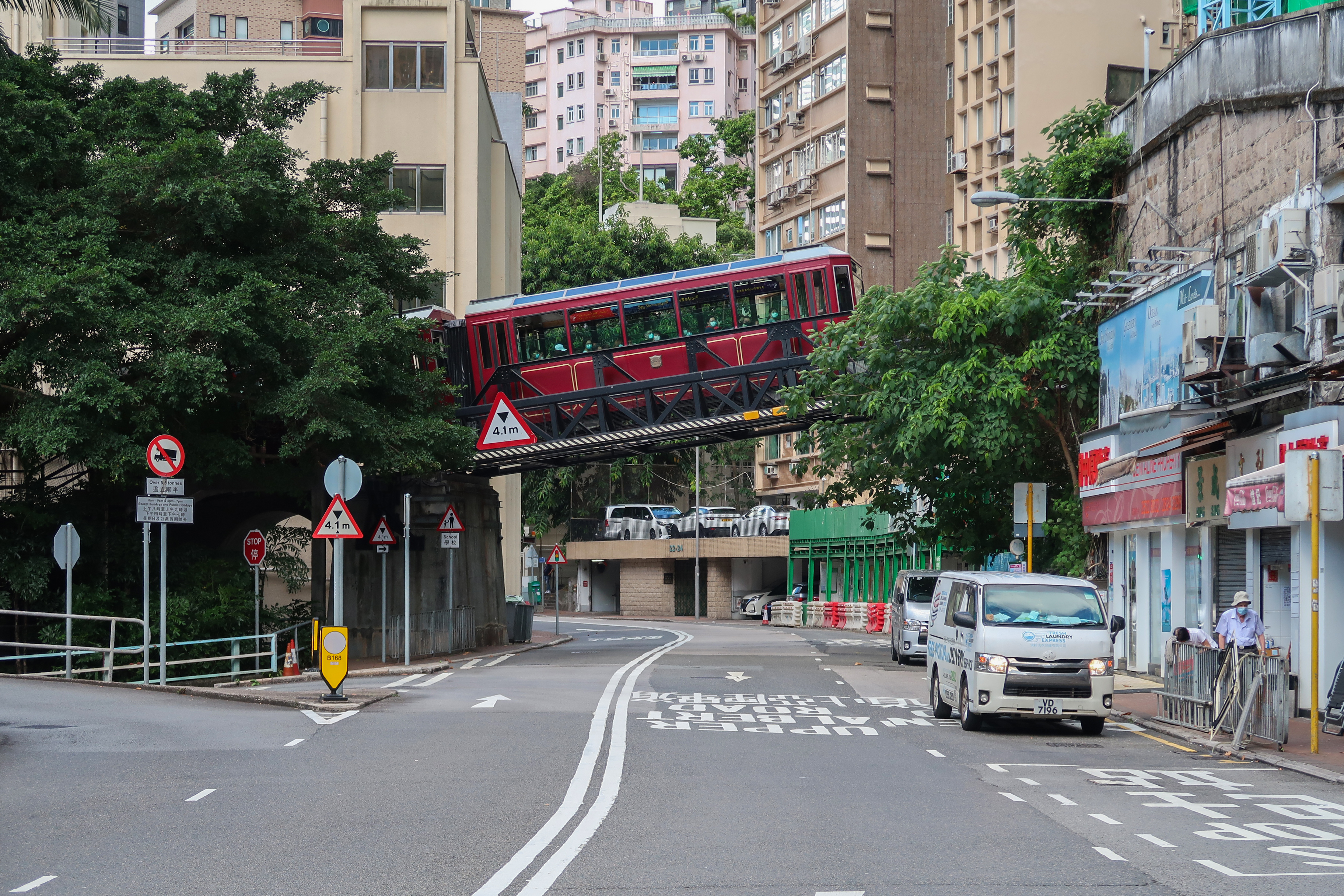
一列山頂纜車正駛過堅尼地道

中半山（英語：Mid-levels Central）是香港一個傳統豪宅區的俗稱，為港島四大半山片區之一。位於香港公園及香港動植物公園的上方。地方行政屬於中西區。

## 名稱問題
有部分人會把中半山誤解成「中環半山」。而事實上，中半山不包括整個中環半山，只包括紅棉路/花園道直上一帶的半山區，即是香港公園及香港動植物公園的上方，因此有部分人則稱中半山為金鐘半山。而位於灣仔堅尼地道則與東半山司徒拔道同樣稱為灣仔半山。
現時亦有不少人士會在住宅物業應用程式把西半山住宅寫成中半山以吸引客源（例如：中半山堅道，但實際上堅道不是中半山的道路而是西半山的道路。）

## 地理
位於金鐘的南面，太平山、寶雲山的北面，東面是東半山，西面與西半山接壤。大部份道路為依山而建，海拔最低約為57米，最高約為280米。

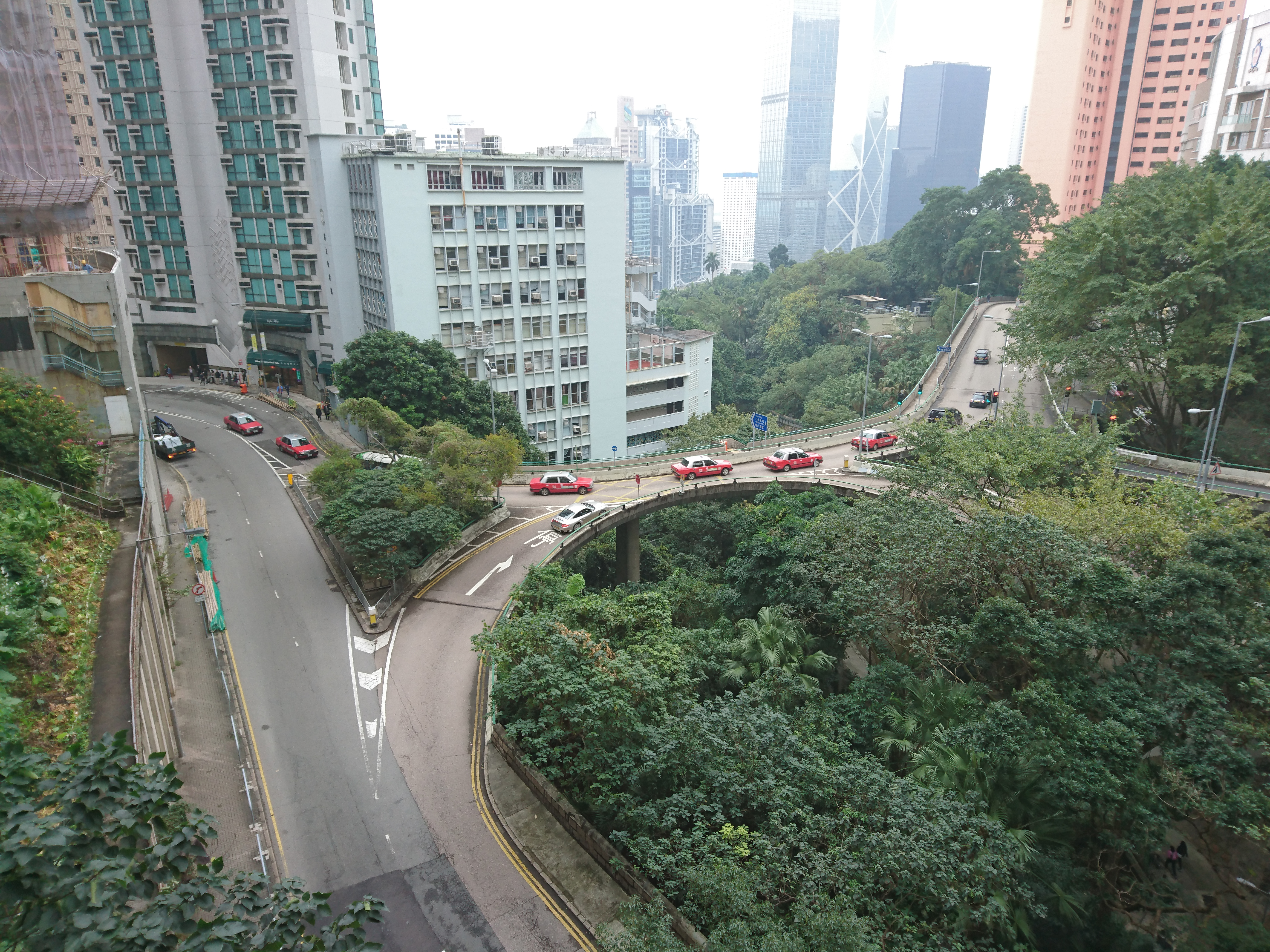
圖中為羅便臣道的中半山和西半山交界；左方：高主教書院屬於西半山，右方：雅賓利大廈屬於中半山。

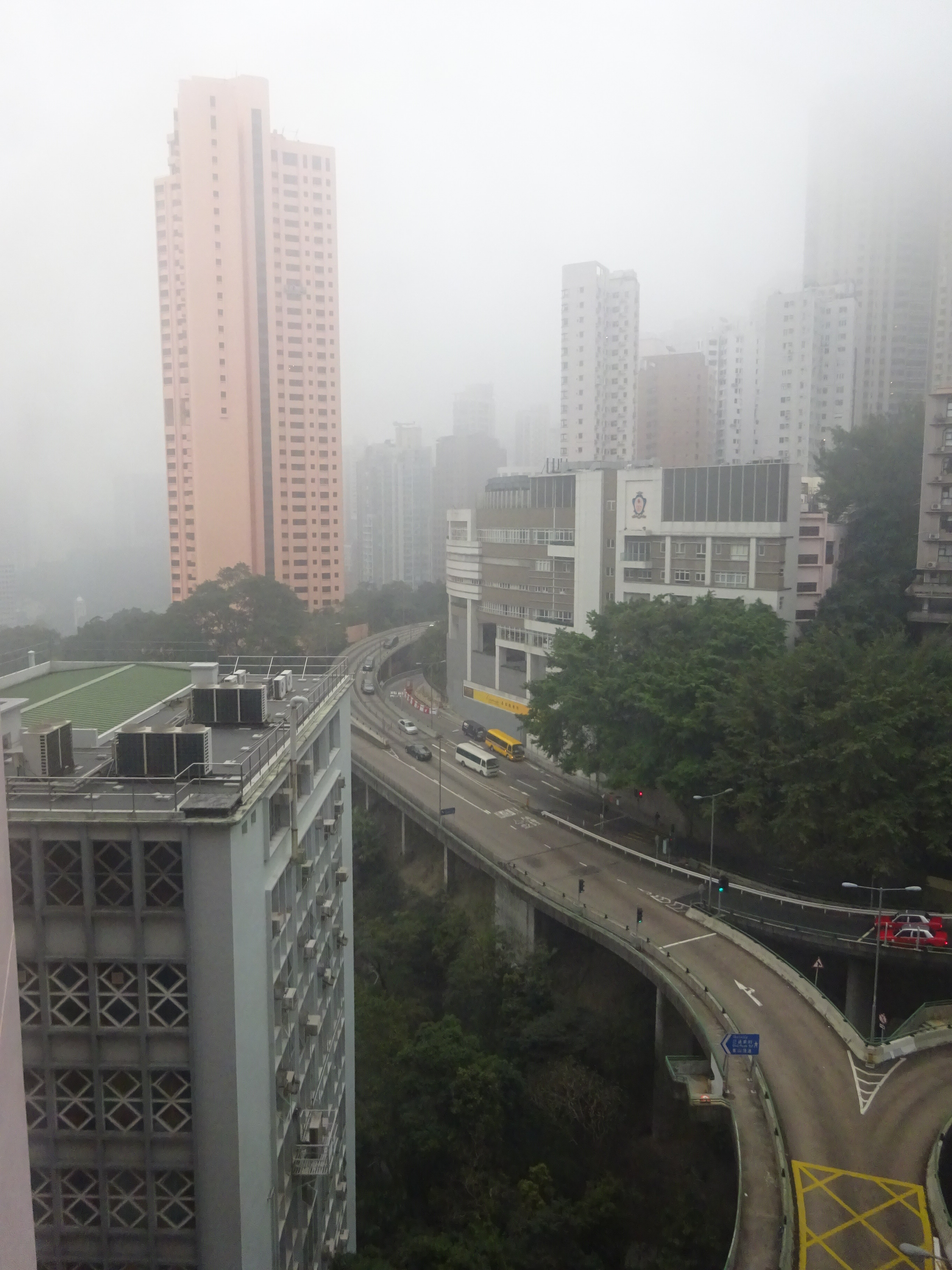
HK_Mid-levels_薈萃苑_Regal_Crest_view_Robinson_Road_flyover_雅賓利_The_Albany_March_2016_DSC

## 現況
中半山為香港最富有的地區之一，每月家庭收入中位數達HK$104,160。大部分單位實用面積為1,000平方英尺以上，有不少2,000英尺以上的單位，只有雨時大廈提供300-400平方英尺的細單位。在馬己仙峽道近山頂區位置和寶雲道建有私人興建的獨立屋。
而且，中半山地勢高同時位於霧線之下在大多數時間能看見維多利亞港的景色 ，因而有不少大單位的價格能與山頂區作比較。
中半山深受富人歡迎，居民非富則貴，當中包括董建華、葉劉淑儀、李兆基等，李兆基的住宅惠苑三層復式連空中花園單位，實用面積共12,050平方英尺，屬全港面積最大的分層住宅單位。

## 相關名人
- 董建華：中國人民政治協商會議全國委員會副主席，香港特別行政區首任及第二任行政長官。
- 葉劉淑儀：曾任香港政府保安局局長，香港立法會議員。
- 李兆基：曾為亞洲首富，恒基兆業創辦人
- 張學友：歌神、演員
- 譚詠麟：樂壇校長
- 林作：保險經紀
- 林峯
- 鄧永鏘

## 建築物
- 嘉諾撒醫院
- 香港視覺藝術中心
- 香港聖約翰救護機構總部
- 香港基督教女青年會
- 香港電燈有限公司
- 聖若瑟書院
- 聖保羅男女中學
- 港島中學
- 己連拿小學
- 嘉諾撒醫院
- 帝景園
- 地利根德閣
- 曉峰閣
- 愛都大廈
- 嘉慧園
- 雅賓利大廈
- 世紀大廈
- 君珀
- 美樂閣

## 區議會議席分佈
以下列表為中西區區議會。大部分中半山地方屬於山頂選區，另有小部份是半山東選區和中環選區。
| 範圍                                                                            | 選區       |
| ------------------------------------------------------------------------------- | ---------- |
| 香雪道和麥當勞道以南、 舊山頂道、山頂                                           | 山頂選區   |
| 麥當勞道以北、； 堅尼地道與麥當勞道之間的一段                                   | 中環選區   |
| 香雪道和上亞厘畢道之間、 包括雅賓利大廈、舊山頂道5號、 嘉諾撒醫院、己連拿小學。 | 半山東選區 |

注：山頂選區投票站位於香港公園體育館和德瑞國際學校山頂校舍，當中香港公園體育館屬於中環選區。

## 交通

### 道路
- 羅便臣道1-1A號
- 麥當勞道
- 堅尼地道
- 舊山頂道
- 寶雲道
- 梅道
- 馬己仙峽道
- 地利根德里
- 香雪道
- 雅賓利道
- 波老道
- 蒲魯賢徑
- 高化利徑

### 鐵路
- 山頂纜車

### 巴士
羅便臣道1-1A號
麥當勞道
堅尼地道

### 小巴
堅尼地道
雅賓利道
梅道、舊山頂道、地利根德里
寶雲道、波老道
馬己仙峽道
羅便臣道1-1A號